# 克萊科莫 (密蘇里州)
克萊科莫（英語：Claycomo）是位於美國密蘇里州克萊縣的村。

## 人口
根據2020年美國人口普查的數據，克萊科莫的面積為6.74平方千米，皆為陸地。當地共有人口1343人，而人口密度為每平方千米199人。